# Islay
Islay ([ˈiːlə]ⓘ en gaélico escocés: Ìle, en escocés: Ila) es la isla más austral de las Hébridas Interiores, en Escocia. Localizada en el estrecho de Jura. Se la conoce como La reina de las Hébridas. A los nativos de Islay se les conoce como Ìleach, cuyo plural es Ìlich. La capital de la isla es Bowmore, famosa por su destilería de whisky y por la iglesia de Kilarrow Parish. En segundo lugar se encuentra el pueblo de Port Ellen.
Islay es la quinta isla mayor de Escocia y la sexta mayor de las que rodean la Gran Bretaña (excluyendo Irlanda).
Islay posee poco más de 3.000 habitantes. Tiene más de 600 kilómetros cuadrados como área total. Su principal industria se basa en la destilación del whisky y el turismo relacionado con el whisky y la observación de aves (birdwatching).
En la isla viven numerosas especies de aves y durante todo el año es un punto de reunión muy popular para los observadores de pájaros. Cabe destacar que en febrero se pueden ver grandes colonias de barnaclas cariblancos. Entre las aves que habitan la isla se pueden encontrar la chova piquirroja, cormoranes, el aguilucho pálido y el ostrero común, entre otras aves. Una parte de la isla, Gruinart Flats está calificada como una reserva natural propiedad de la RSPB. Es un importante lugar de hibernada del barnacla cariblanco.
El clima en Islay es frecuentemente más agradable que en el resto de las tierras escocesas, debido a la corriente del Golfo. Muchas personas consideran a Islay como la isla escocesa más hermosa.

## Geografía
Islay tiene 40 kilómetros (25 millas) de largo de norte a sur y 24 kilómetros (15 millas) de ancho. La población de la isla se concentra principalmente en torno a los poblados de Bowmore, Port Ellen y Port Charlotte. Otras villas y poblados menores son Portnahaven, Bridgend y Port Askaig. El resto de la isla se encuentra escasamente poblada y está dedicada a la actividad agrícola.
La costa Este es escarpada y montañosa, se eleva abruptamente desde el seno de Islay hasta el pico más alto que es el Beinn Bheigeir, que es una montaña de 1,612 pies (491 m). Las penínsulas occidentales están separadas de la mayor parte de la isla El rincón suroeste de la principal sección de la isla es en gran parte rocoso, denominando a esta región como The Oa, es el punto más cercano de las Hébridas a Irlanda. El brazo noroeste de la isla es llamado Rinns de Islay. Hay varios lochs de mar en la isla, entre ellos Loch Finlaggan, Loch Gruinart, Loch Gorm, Loch Indaal, Loch Ballygrant y Loch Allan.
Lochindaal, un loch marino que separa los Rinns de Islay del resto de la isla, está formado a lo largo de un ramal de la gran Glen Fault llamado Loch Gruinart Fault, la línea principal del cual pasa justo al norte de Colonsay. Esto separa la caliza, instrusiones ígneas y las areniscas de Bowmore del grupo de rocas Colonsay de los Rhinns. El resultado son temblores de tierra ocasionales y menores.
No hay munros en Islay o Jura, siendo el pico más alto el Beinn Bheigeir un marilyn de 491 m s. n. m.
Hay numerosas islas pequeñas deshabitadas alrededor de las costas, las más grandes son Eilean Mhic Coinnich y Orsay frente a los Rinns, Nave Island en la costa noroeste, Am Fraoch Eilean en el Seno de Islay y Texa frente a la costa sur.

### Geología y geomorfología

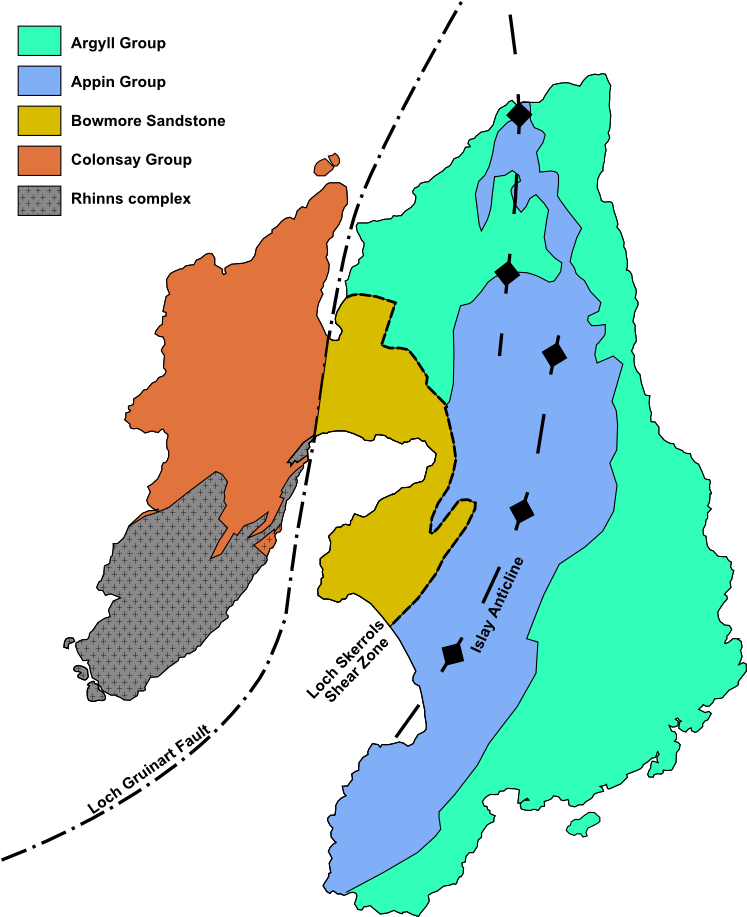
Mapa geológico de Islay

La geología subyacente de Islay es compleja para un área tan pequeña. La roca ígnea paleoproterozoica deformada del complejo de los Rinns está dominada por roca tipo gneis de grano grueso cortado por grandes intrusiones de gabro deformado. Una vez que se pensó que era parte del complejo de Lewisian, se encuentra debajo del Grupo Colonsay de rocas metasedimentarias que forma el lecho rocoso en el extremo norte de los Rinns. Es una arenisca marina metamórfica rica en cuarzo que puede ser exclusiva de Escocia y que tiene casi 5.000 m (16.400 pies) de espesor. Al sur de Rubh' a' Mhail hay afloramientos de cuarcita, y una franja de mica y piedra caliza que atraviesa el centro de la isla desde The Oa hasta Port Askaig. Más al sur hay una banda de cuarcitas y granitos metamórficos, una continuación de los lechos que subyacen a la isla de Jura. La geomorfología de estas dos últimas zonas está dominada por un pliegue conocido como Anticlinal de Islay. Las areniscas más antiguas del Grupo Bowmore en el centro oeste de la isla son ricas en feldespato y pueden ser origen de Dalradian.
El Loch Indaal se formó a lo largo de una rama de la falla geológica Great Glen Fault llamada también Loch Gruinart Fault; su línea principal pasa justo al norte de Colonsay. Esto separa la piedra caliza, las intrusiones ígneas y las areniscas de Bowmore de las rocas del Grupo Colonsay de los Rhinns. El resultado son temblores de tierra menores ocasionales. 
Hay un lecho de tillita cerca de Port Askaig que proporciona evidencia de una edad de hielo en el Precámbrico. En tiempos relativamente recientes, la isla estuvo cubierta de hielo durante las glaciaciones del Pleistoceno. Los cambios complejos del nivel del mar debido al derretimiento de los casquetes polares y la isostasia desde entonces han dejado una serie de playas elevadas alrededor de la costa. A lo largo de gran parte de la prehistoria tardía, la tierra baja entre Rinns y el resto de la isla se inundó, creando dos islas separadas.

## Historia

### Prehistoria
Los primeros pobladores de Islay fueron cazadores-recolectores nómadas que pueden haber llegado por primera vez durante el período Mesolítico después de la retirada de los casquetes polares del Pleistoceno. Una punta de flecha de pedernal, que se encontró en un campo cerca de Bridgend en 1993 y data del 10 800 a. C., se encuentra entre las primeras pruebas de presencia humana encontradas hasta ahora en Escocia. Los implementos de piedra de la cultura Ahrensburgian encontrados en Rubha Port an t-Seilich cerca de Port Askaig por cerdos que buscaban comida en 2015 probablemente provenían de un campamento de verano utilizado por cazadores que viajaban por la costa en botes. Los hallazgos se han fechado en 7000 a. C. utilizando la datación por radiocarbono de conchas y escombros de basureros de cocinas. En el Neolítico , los asentamientos se habían vuelto permanentes, permitiendo la construcción de varios monumentos comunales.
La estructura prehistórica más espectacular de la isla es Dun Nosebridge. Este fuerte de la Edad del Hierro de 375 metros cuadrados (4040 pies cuadrados) ocupa un peñasco prominente y tiene vistas imponentes del paisaje circundante. El origen del nombre es probablemente una mezcla de gaélico y nórdico antiguo: Dun en el primer idioma significa "fuerte" y knaus-borg en el segundo y significa "fuerte en el peñasco". No hay evidencia de que Islay alguna vez estuvo sujeta al control militar romano, aunque una pequeña cantidad de hallazgos, como una moneda y un broche del siglo III d. C., sugieren vínculos de algún tipo con la presencia romana intermitente en el continente. Las ruinas de unbroch en Dùn Bhoraraic al sureste de Ballygrant y los restos de numerosas casas circulares atlánticas indican las influencias del norte de Escocia, donde se originan estas formas de construcción. También hay varios crannogs en Islay, incluidos sitios en Loch Ardnave, Loch Ballygrant y Loch Allallaidh en el sureste, donde se ve una calzada de piedra que conduce a dos islas adyacentes debajo de la superficie del agua.

### Reino de Dalriada
En el siglo VI d. C., Islay, junto con gran parte del continente cercano y las islas adyacentes, se encontraban dentro del reino gaélico de Dalriada con fuertes vínculos con Irlanda. La opinión ampliamente aceptada es que Dalriada fue establecida por inmigrantes gaélicos de Úlster, desplazando una a la antigua cultura de lo pictos). Sin embargo, se ha afirmado que los gaélicos de esta parte de Escocia eran indígenas de la zona. Dalriada se dividió en un pequeño número de regiones, cada una controlada por un grupo de parentesco en particular; según Senchus fer n-Alban ("La historia de los hombres de Escocia"), fue el clan Óengusa para Islay y Jura.
En 627, el hijo de un rey irlandés, Uí Chóelbad, una rama del reino Dál nAraidi de Úlster (que no debe confundirse con Dál Riata o Dalriada), fue asesinado en Islay en un lugar no identificado de Ard Corann por un guerrero dirigido por el rey Connad Cerr de Corcu Réti, con sede en Dunadd. El Senchus también enumera lo que se cree que es la referencia más antigua a una batalla naval en las islas británicas: un breve registro de un enfrentamiento entre grupos rivales Dál Riata en 719.
Hay evidencia de otro grupo de parentesco en Islay: el Clan Conchride, supuestamente descendiente de un hermano del legendario fundador del Reino de Dalriada, el rey Fergus Mór, pero la existencia del Clan Conchride parece haber sido breve y los 430 hogares de la isla más tarde se dice que estaban compuestos por las familias de solo tres bisnietos del fundador epónimo del Clan nÓengus: Lugaid, Connal y Galán.

### Influencia nórdica y el Reino de Mann y las Islas
La llegada de colonos escandinavos en el siglo IX a la costa occidental del continente tuvo un efecto duradero. Como es el caso de las Islas del Norte, la derivación de los nombres de lugares sugiere una ruptura total con el pasado. Jennings y Kruse concluyen que aunque hubo asentamientos antes de la llegada de los nórdicos "no hay evidencia del onomástico de que los habitantes de estos asentamientos hayan existido alguna vez". El gaélico continuó existiendo como idioma hablado en las Hébridas del sur durante el período nórdico, pero la evidencia del nombre del lugar sugiere que tenía un estatus bajo, lo que posiblemente indica una población esclavizada.
Los colonos nórdicos establecieron el Reino de Mann y las Islas, que pasó a formar parte de la corona de Noruega tras la unificación noruega. Para Noruega, las islas se conocieron como Suðreyjar (nórdico antiguo, tradicionalmente inglesado como Sodor , o Sudreys), que significa islas del sur . Durante los siguientes cuatro siglos y más, este Reino estuvo bajo el control de gobernantes de origen nórdico en su mayoría.
Godred Crovan fue uno de los gobernantes más importantes de este reino marino . Aunque sus orígenes son oscuros, se sabe que Godred era un nórdico-gaélico, con una conexión con Islay. Las Crónicas de Mann llaman a Godred el hijo de Harald el negro de Ysland (su lugar u origen se interpreta de diversas formas como Islay, Irlanda o Islandia) y afirman que "domó tanto a los escoceses que nadie que construyera un barco o bote se atrevía a usar más de tres pernos de hierro".
Godred también se convirtió en rey de Dublín en una fecha desconocida, aunque en 1094 fue expulsado de la ciudad por Muircheartach Ua Briain, más tarde conocido como Gran Rey de Irlanda, según los Anales de los Cuatro Maestros. Murió en Islay a causa de alguna enfermedad desconocida, durante el año siguiente. Una tradición local sugiere que un monolito en Carragh Bhan cerca de Kintra marca la tumba de Godred Crovan. En 1838 se encontró en Dóid Mhàiri una losa de tumba nórdica genuina del siglo XI, aunque no estaba asociada con un entierro. La losa está decorada con follaje al estilo del arte vikingo y con una cruz de estilo irlandés, siendo el primero único en la Escocia escandinava.
Tras la muerte de Godred, la población local se resistió a la elección de reemplazo por parte de Noruega, lo que provocó que Magnus, el rey noruego, lanzara una campaña militar para afirmar su autoridad. En 1098, bajo la presión de Magnus, el rey de Escocia renunció y reclamó a Magnus toda la autoridad soberana sobre las islas.

#### Somerled
A mediados del siglo XII, una nieta de Godred Crovan se casó con el ambicioso Somerled, un noble nórdico-gaélico de Argyle. Godred Olafsson, nieto de Godred Crovan, era un rey de las islas cada vez más impopular en ese momento, lo que incitó a Somerled a actuar. Los dos lucharon en la Batalla de la Epifanía en los mares frente a Islay en enero de 1156. El resultado fue un punto muerto sangriento , y el reino de la isla se dividió temporalmente, con Somerled tomando el control de las Hébridas del sur. Dos años más tarde, Somerled derrocó por completo a Godred Olafsson y volvió a unir el reino.
Somerled construyó la fortaleza marítima de Claig Castle en una isla entre Islay y Jura, para establecer el control del Seno de Islay. Debido al remolino de Corryvreckan al norte de Jura, el seno era la principal ruta marítima segura entre el continente y el resto de las Hébridas; Claig Castle esencialmente le dio a Somerled el control del tráfico marítimo. Tras la muerte de Somerled en 1164, el reino se dividió entre los herederos de Godred y los hijos de Somerled, cuyos descendientes continuaron describiéndose a sí mismos como reyes de los Sudreys hasta el siglo XIII. Nieto de Somerled, Donald, recibió Islay, junto con Claig Castle, y la parte adyacente de Jura tan al norte como Loch Tarbert.
La autoridad nominal noruega se restableció después de la muerte de Somerled, pero a mediados del siglo XIII, el aumento de la tensión entre Noruega y Escocia condujo a una serie de batallas que culminaron en la Batalla de Largs, poco después de la cual murió el rey noruego. En 1266, su sucesor más pacífico cedió su autoridad nominal sobre Suðreyjar al rey escocés (Alejandro III) con el Tratado de Perth, a cambio de una gran suma de dinero. Alexander generalmente reconoció la autoridad semiindependiente de los herederos de Somerled; el antiguo Suðreyjar se había convertido en una dependencia de la Corona escocesa, en lugar de ser parte de Escocia.

### Dominio escocés

#### Señores de la isla

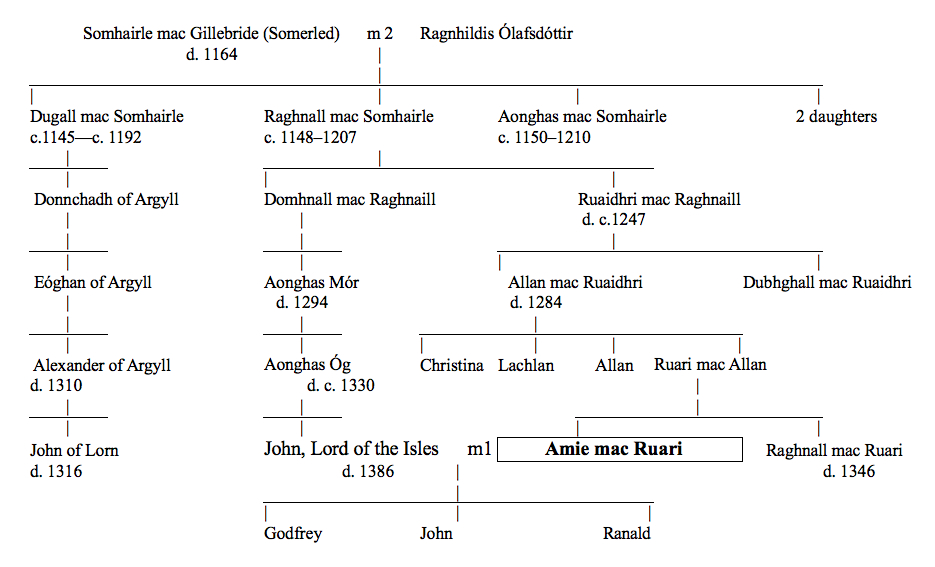
Descendientes Amie Macruari y John de Islay

En este punto, los descendientes de Somerled se habían formado en tres familias: los herederos de Donald (los MacDonald , dirigidos por Aonghas Óg MacDonald), los del hermano de Donald (los Macruari , dirigidos por Ruaidhri mac Ailein) y los del tío de Donald (los MacDougalls ) dirigida por Alexander MacDougall ). A fines del siglo XIII, cuando el rey John Balliol fue desafiado por el trono por Robert the Bruce, los MacDougall respaldaron a Balliol, mientras que Macruari y MacDonald respaldaron a Robert. Cuando Robert ganó, declaró confiscadas las tierras de MacDougall y las distribuyó entre MacDonald y Macruari (este último ya poseía gran parte de Lorne , Uist, partes de Lochaber y Garmoran).
Los territorios de Macruari finalmente fueron heredados por Amy de Garmoran, quien se casó con su primo MacDonald, John de Islay , en la década de 1330; después de haber sucedido a Aonghus Óg como jefe de los MacDonald, controlaba tramos significativos de la costa occidental de Escocia desde Morvern hasta Loch Hourn, y todas las Hébridas excepto Skye (que Robert le había dado a Hugh de Ross). Desde 1336 en adelante, John comenzó a autodenominarse Dominus Insularum "señor de las islas " un título que implicaba una conexión con los anteriores reyes de las islas y, por extensión, un grado de independencia de la Corona escocesa; este honorífico fue reclamado por sus herederos durante varias generaciones. Los MacDonald habían logrado así el mando de un fuerte reino marítimo semiindependiente, y se consideraban iguales a los reyes de Escocia, Noruega e Inglaterra.
Inicialmente, su base de poder estaba en las orillas de loch Finlaggan en el noreste de Islay, cerca del pueblo actual de Caol Ila. Los sucesivos jefes del clan McDonald fueron proclamados Señor de las Islas allí, sobre una antigua piedra de coronación de siete pies cuadrados con huellas en las que el nuevo gobernante estaba descalzo y fue ungido por el obispo de Argyll y siete sacerdotes.El "Consejo de las Islas " miembro consultivo del Señor se reunió en Eilean na Comhairle («Isla del Consejo»), en el Loch Finlaggan en Islay, dentro de un crannog con estructura de madera que se había construido originalmente en el siglo I a. C.
La Carta de Islay, un registro de tierras otorgadas  en 1408, al residente de Islay, Brian Vicar MacKay, por Domhnall de Islay, Señor de las Islas, es uno de los primeros registros de gaélico en uso público y es un documento histórico significativo. En 1437, el señorío se amplió sustancialmente cuando Alejandro, el señor de las islas, heredó el gobierno de Ross por vía materna; esto incluía a Skye. La expansión del control de MacDonald hizo que el corazón del Señorío se trasladara a los castillos gemelos de Aros y Ardtornish, en el Seno de Mull.
En 1462, el último y más ambicioso de los Lores, John MacDonald II, se alió con Eduardo IV de Inglaterra bajo los términos del Tratado de Ardtornish-Westminster con el objetivo de conquistar Escocia. El inicio de la Guerra de las Rosas impidió que los agentes escoceses descubrieran el tratado y que Edward cumpliera con sus obligaciones como aliado. Una década más tarde, en 1475, llamó la atención de la corte escocesa, pero los pedidos de confiscación del señorío se calmaron cuando John renunció y reclamó sus territorios continentales y Skye. Sin embargo, la ambición no se abandonó tan fácilmente, y el sobrino de John lanzó una severa incursión en Ross. pero finalmente fracasó. Dentro de los 2 años posteriores a la incursión, en 1493, MacDonald se vio obligado a renunciar a sus propiedades y títulos y entregárselos a a Jacobo es IV de Escocia; por esta confiscación, las tierras se convirtieron en parte de Escocia, en lugar de una dependencia de la corona.
Jacobo IV ordenó la demolición de Finlaggan, la demolición de sus edificios y la destrucción de la piedra de la coronación, para desalentar cualquier intento de restauración del Señorío. Cuando el escritor Martin Martin visitó Islay a fines del siglo XVII, registró una descripción de las coronaciones que Finlaggan había visto alguna vez. John Mcdonald II fue exiliado de sus antiguas tierras, y sus antiguos súbditos ahora se consideraban sin superior más que el rey de Escocia. Se envió una carta del rey escocés que declaraba que Skye y las Hébridas Exteriores deben considerarse independientes del resto del antiguo señorío, dejando solo a Islay y Jura en la unidad comital.

#### SiglosXVIyXVII
Inicialmente desposeídos a raíz de la oposición real al Señorío, las posesiones del Clan MacDonald de Dunnyveg en Islay fueron nuevamente restauradas en 1545. La familia MacLean había recibido tierras en Jura en 1390, por parte de los MacDonald, y en 1493 habían sido considerado como el reemplazo natural de ellos, lo que llevó a que el rey Jacobo concediera a una rama de los MacLean el castillo de Dunyvaig y se expandieran a Islay. Naturalmente, la restauración de los MacDonald creó cierta hostilidad con los MacLean. La disputa continuó durante décadas, y en 1578 los McLean fueron expulsados de Loch Gorm por la fuerza, y en 1598 su rama finalmente fue derrotada en la Batalla de Traigh Ghruinneart.
Sin embargo, cuando Sorley Boy MacDonnell (de los MacDonalds de Islay) tuvo un choque con la rama irlandesa de los Macleans, y la impopularidad de los McDonalds en Edimburgo (donde su uso del gaélico se consideraba bárbaro), debilitó su control sobre el sur de las Hébridas. posesiones. En 1608, junto con la hostilidad de McDonald hacia la reforma escocesa, esto llevó a la Corona escocesa-inglesa a montar una expedición para someterlos. En 1614, la corona entregó Islay a Sir John Campbell de Cawdor, a cambio de que se comprometiera a pacificarla. Bajo la influencia de Campbell, la autoridad real se estableció bajo el sheriff de Argyll. Con el control heredado de Campbell la autoridad comital era relativamente superflua y la identidad provincial de Islay-Jura se desvaneció.
La situación pronto se complicó con la Guerra Civil, cuando Archibald Campbell, IX conde de Argyll, el jefe de la rama más poderosaen ese momento de los Campbell, era el jefe de facto del gobierno de los Covenanters, mientras que otras ramas (e incluso el hijo de Archibald) eran realistas comprometidos. Un ejército de Covenanter al mando de Sir David Leslie llegó a Islay en 1647 y sitió la guarnición realista en Dunnyvaig,I.  arrasando la isla. No fue sino hasta 1677 que los Campbell se sintieron lo suficientemente cómodos como para construir su mansión Islay House en Bridgend para que fuera su residencia isleña principal y no fortificada.
Martin registró que Sir Hugh Campbell de Caddell era el mayordomo del rey de Islay a fines del siglo XVII.

### Dominio británico

#### SiglosXVIIIyXIX
A principios del siglo XVIII, gran parte de la población de Argyll se encontraba dispersa en pequeños clanes de granjeros y en Islay en ese momento solo existían dos pueblos de algún tamaño, Killarow cerca de Bridgend y Lagavulin. Killarow tenía una iglesia, un peaje y casas de comerciantes y artesanos, pero fue demolido en la década de 1760 para "mejorar" los terrenos de Islay House. Cultivaban avena complementada con la actividad ganadera. La capacidad de carga de la isla se registró en más de 6600 vacas y 2200 caballos en una lista de alquiler de 1722.
En 1726, John Campbell de Mamore compró la isla de Islay utilizando para ello una compensación que le entregó el Ayuntamiento de Glasgow por (£9000) por daños y perjuicios durante los disturbios por el impuesto a la malta por su mansión que perdió en Shawnfield. Cuando murió en 1729, la isla pasó a su hijo, Daniel Campbell de Shawfield. Después de las insurrecciones jacobitas de 1745-1746, la Ley de jurisdicciones hereditarias de 1746 abolió la autoridad condal y el control de Campbell sobre el sheriff; a partir de entonces, ahora solo podían afirmar su influencia en su papel como terrateniente.

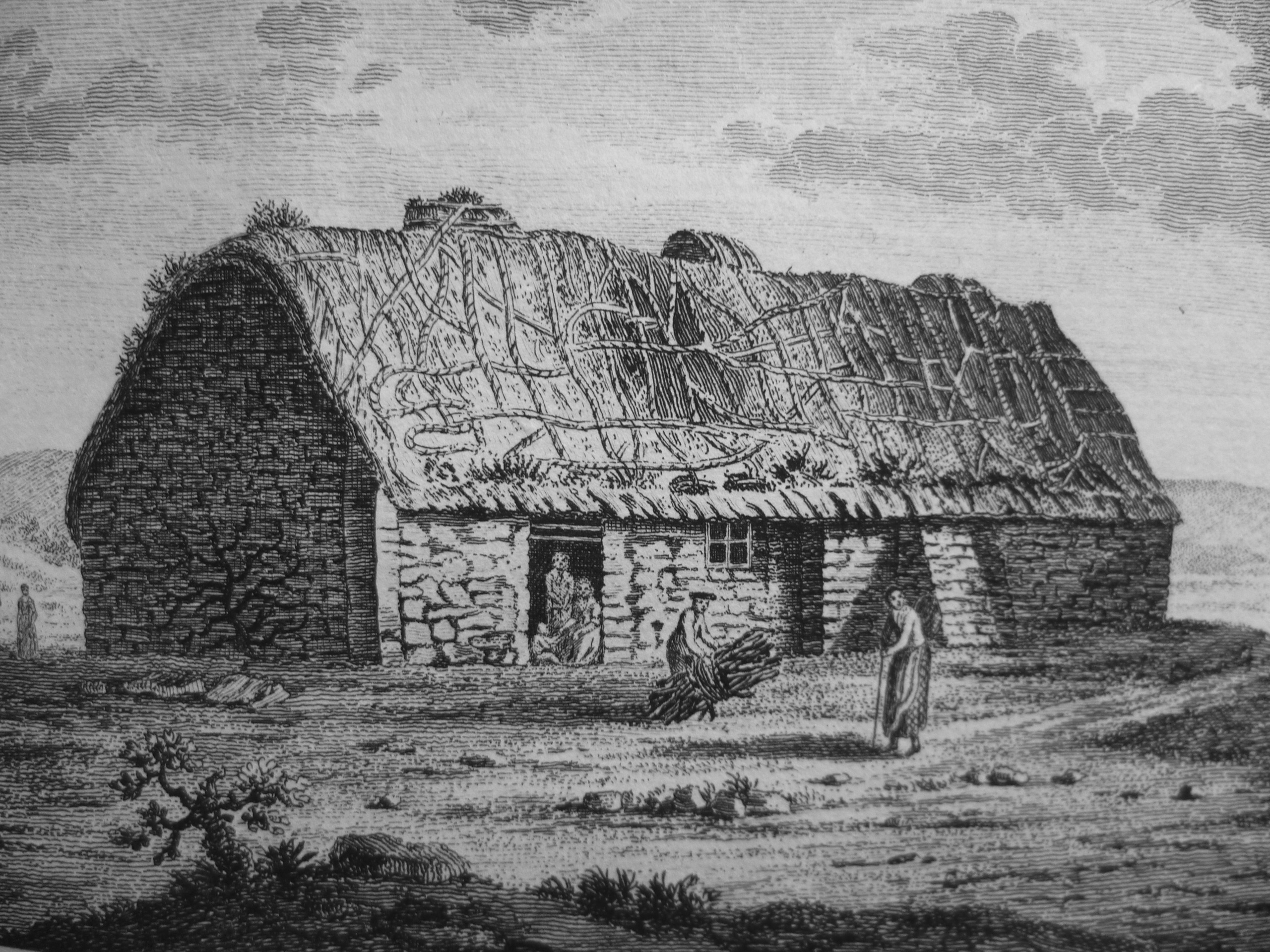
Una cabaña en Islay por Thomas Pennant, 1774.

Un aspecto importante en Argyll durante el siglo XIX fue la mejora gradual de la infraestructura de transporte. Se construyeron carreteras, el canal de Crinan acortó la distancia marítima a Glasgow y los numerosos cruces de transbordadores tradicionales se ampliaron con nuevos muelles. Se construyeron muelles de escombros en varios lugares de Islay y se construyó un nuevo puerto en Port Askaig. Inicialmente, prevaleció una sensación de optimismo en las industrias de pesquera y ganadera y la población se expandió, en parte como resultado del auge de las algas marinas del siglo XVIII y la introducción de la papa como alimento básico. La población de la isla se había estimado en 5.344 en 1755 y creció a más de 15.000 en 1841.
Islay permaneció con los Campbell de Shawfield hasta 1853, cuando fue vendida a consecuencia de la hambruna de la papa de las Tierras Altas por Walter Frederick Campbell a James Morrison de Berkshire, antepasado del actual tercer barón Margadale, que aún posee una parte sustancial de la isla. Cuatrocientas personas emigraron de Islay solo en 1863, algunas por razones puramente económicas, pero muchas otras se vieron obligadas a abandonar las tierras que sus predecesores habían cultivado durante siglos. En 1891, el censo registró solo 7.375 ciudadanos, y muchos desalojados construyeron nuevos hogares en Canadá, Estados Unidos y otros lugares. La población siguió disminuyendo durante gran parte del siglo XX y hoy es de unos 3.500.
En 1899, los condados se crearon formalmente, en los límites de los distritos, mediante una Ley de gobierno local escocés; Islay por lo tanto se convirtió en parte del Condado de Argyll.

#### Primera y Segunda Guerra Mundial

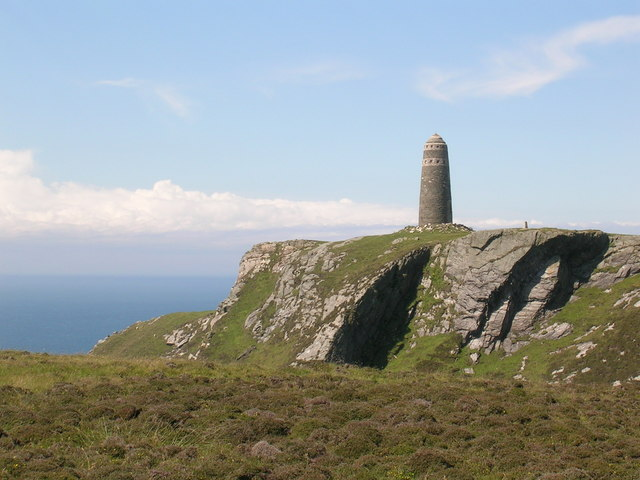
El Monumento Americano en la península de Oa conmemora el hundimiento de dos barcos de tropas durante la Primera Guerra Mundial

Durante la Primera Guerra Mundial, dos barcos de tropas se hundieron frente a Islay con unos pocos meses de diferencia en 1918. El SS Tuscania , un transatlántico británico reconvertido que transportaba soldados estadounidenses a Francia, fue torpedeado por el SM UB-77 el 5 de febrero con la pérdida de más de 160 vidas, ahora se encuentra en aguas profundas a 6,4 km (4 millas) al oeste de la península de Oa. El 6 de octubre, el HMS Otranto estuvo involucrado en una colisión con el HMS Kashmir en mientras transportaba soldados estadounidenses desde el puerto de Nueva York. Otranto perdió el rumbo y se desplazó hacia la costa oeste de los Rinns. Respondiendo a su llamado de auxilio, el destructor HMS Mounsey intentó acercarse y logró rescatar a más de 350 hombres. No obstante, el Otranto naufragó en la costa cerca de Machir Bay con una pérdida total de 431 vidas. Un monumento fue erigido en la costa de la península de Oa por la Cruz Roja Americana para conmemorar el hundimiento de estos dos barcos. Se creó un cementerio militar en Kilchoman donde fueron enterrados los muertos de ambas naciones (todos los cuerpos estadounidenses menos uno fueron exhumados más tarde y devueltos a casa). 
Durante la Segunda Guerra Mundial, la RAF construyó un aeródromo en Glenegedale que luego se convirtió en el aeropuerto civil de Islay. También hubo una base de hidroaviones del Comando Costero de la RAF en Bowmore desde el 13 de marzo de 1941 utilizando Loch Indaal para aterrizar. En 1944, la tripulación de un hidroavión RCAF 422 del escuadrón Sunderland fue rescatada después de que su avión aterrizara frente a Bowmore, pero se soltó de sus amarras en un vendaval y se hundió. Había una estación de radar RAF Chain Home en Saligo Bay y una estación RAF Chain Home Low en Kilchiaran.

## Clima
La influencia de la corriente del Golfo hace que el clima sea más agradable que en el de Escocia interior. La nieve cae rara vez y la niebla es poco densa y de corta duración. Algunos dicen que es el paraíso de los jardineros, pues no es difícil encontrar especies exóticas en los jardines. Sin embargo, los vendavales invernales que barren desde el Atlántico, con ráfagas de hasta 185 km/h (115 mph), que pueden hacer que sea difícil viajar y vivir durante esta estación, mientras que la navegación y los trasbordos aéreos se retrasan con frecuencia. El buen tiempo tiende a llegar después de Pascua, extendiéndose el verano hasta septiembre.

## Transporte
Las carreteras de Islay son por lo general de una sola vía. Las rutas principales de dos vías son la A846, desde Ardbeg a Port Askaig vía Port Ellen y Bowmore, y la A847, que corre por la costa este de Rhinns.
La isla cuenta con su propio aeropuerto (Glenegedale Airport) con servicios hacia y desde Glasgow.

## Destilerías

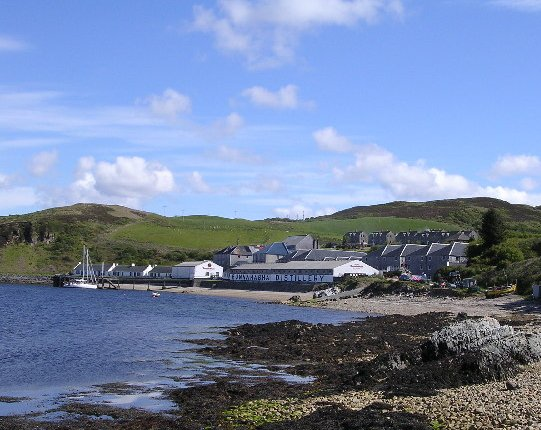
Destilería de Bunnahabhain.

En la isla se produce una variedad de whisky escocés especial denominado whisky de Islay, que es producido ampliamente por las destilerías del territorio.
Las destilerías del sur de la isla producen un whisky de sabor turboso muy fuerte. Desde el este al oeste las más importantes son Ardbeg, Lagavulin y Laphroaig, que producen whiskys con los sabores más intensos. En el norte de la isla Bowmore, Bruichladdich, Bunnahabhain y la destilería Caol Ila también producen whisky, pero poseen un gusto más ligero. Antiguamente existían más destilerías: Port Ellen se cerró en 1983, mientras que la Lochindaal en Port Charlotte fue cerrada en 1929. Poca mezcla se realiza en la isla, sin embargo, desde que un grupo privado compró la destilería Bruichladdich, el whisky es mezclado ahí por el maestro destilador James McEwan.
En el 2005 se abrió una pequeña destilería en la granja Rockside. Llamada Kilchoman, fue oficialmente abierta en junio y destiló por primera vez en noviembre.
Aparte del whisky también hay una cerveza inglesa original de Islay. La cervecería de Islay Ales abrió sus puertas en marzo de 2004 y elabora siete diferentes cervezas inglesas, algunas de las cuales son estacionales o para ocasiones especiales como el Festival Anual de la Malta y la Música.

## Energía undimotriz
La posición de la isla, que se encuentra expuesta a la fuerza del Atlántico Norte, ha hecho de este sitio pionero en la producción de energía undimotriz. Esta energía es la que se produce por el movimiento de las olas y no se debe confundir con la energía mareomotriz.
La planta está ubicada cerca de Portnahaven. El generador de Islay fue construido y diseñado por Wavegen, investigadores de la Queen's University of Belfast, y fue financiado por la Unión Europea. Es llamado Limpet 500 Land Installed Marine Powered Energy Transformer, que vendría a hacer algo así como Transformardor de Energía Marina Terrestre. Su capacidad es de 500 kilovatios.

## Pesca

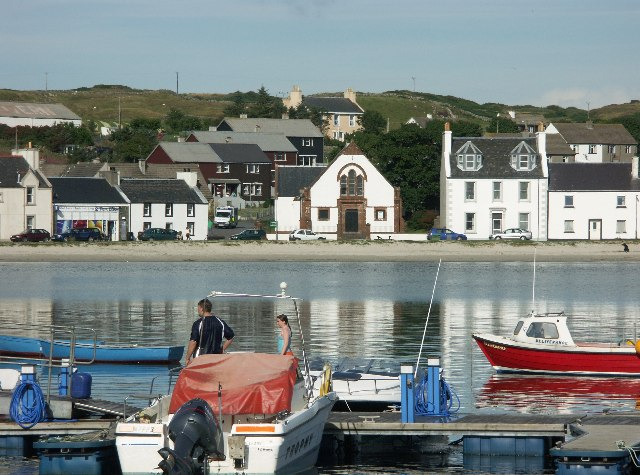
Vista de Port Ellen.

En Islay se pueden pescar las mejores truchas marrón de Europa. No se han importado aún truchas arcoíris, por lo que las marrones siguen dominando el ecosistema de agua dulce. Durante el año 2003 se celebró en cinco loch ("ensenadas") una competición europea de pesca.

## Isleños famosos
El hijo más famoso de Islay es George Robertson, que fue secretario general de la OTAN y fue también Secretario de Defensa Británico. En 1999 lo hicieron Lord de Port Ellen.
El general Alexander McDougall, que fue una figura en la revolución americana y el primer presidente del Banco de Nueva York, nació en Islay en 1731.
El reverendo Donald Caskie (1902-1983), oriundo de Islay, fue conocido como "Tartan Pimpernel" durante la Segunda Guerra Mundial, debido a sus grandiosas hazañas en Francia.
Gleen Campbell, reportero político de la BBC, fue llevado a Islay donde también trabajó en la escuela secundaria. Todavía se recuerda su presentación en la jornada anual de pantomima.

## Tradición celta
En provincia de Islay estaba la Piedra de Inauguración de Loch Finlaggan. Era de siete pies de altura y tenía marcas de huellas hechas sobre ella. Cuando el jefe del Clan Donald fue instalado como "Rey de las Islas" él se paró descalzo sobre las impresiones de la piedra y el obispo de Argyll y siete sacerdotes más, lo nombraron Rey. Durante la ceremonia, un orador recitó una lista de sus antepasados y él era proclamado “Macdonald, Príncipe Alto de la semilla Conn”. El bloque de piedra fue destruido deliberadamente a principios del siglo XVII.